# Eritritolo
L'eritritolo ((2R,3S)-butan-1,2,3,4-tetraolo, o E968) è un polialcol naturalmente presente nella frutta e nei cibi fermentati. È utilizzato con successo come dolcificante naturale in quanto ha zero calorie e sapore simile allo zucchero. A livello industriale è ottenuto da substrati zuccherini (amido, glucosio, saccarosio, ecc.) tramite fermentazione microbica ad opera di lieviti osmofili selezionati (per esempio Moniliella pollinis).
DaI 1990 ne è stato approvato l'utilizzo alimentare in più di 60 paesi, Giappone e Stati Uniti sono stati tra i primi ad utilizzarlo in campo alimentare. Nel 2006 la Commissione europea ha inserito l'eritritolo nell'elenco degli additivi alimentari polivalenti (2006/52/CE) e l'approvazione è risultata definitiva nel febbraio 2008. Con la Direttiva 2008/100/CE la Commissione ha riconosciuto e assegnato all'eritritolo valore energetico pari a 0 kcal/g. Poiché l'eritritolo non possiede solo proprietà edulcoranti, il suo impiego è stato autorizzato per le stesse applicazioni alimentari degli altri polioli e alle stesse condizioni d'impiego.
Come additivo alimentare l'eritritolo può svolgere diverse funzioni, ma viene impiegato soprattutto come dolcificante: il profilo aromatico è molto simile al saccarosio, con un potere dolcificante pari a circa il 60-70% e questo lo rende un'utile alternativa allo zucchero tradizionale; usato in combinazione a dolcificanti intensivi può aumentare la dolcezza degli ingredienti, aggiungere corposità e mascherare retrogusti indesiderati.
Anche grazie alle ridotte dimensioni (scheletro a quattro atomi di carbonio) e al basso peso molecolare (122,12 g mol-1), il profilo metabolico dell'eritritolo è unico. Oltre il 90% dell'eritritolo ingerito è assorbito prontamente nel piccolo intestino attraverso diffusione passiva. Questa frazione non viene metabolizzata e viene escreta immodificata attraverso le urine. La frazione rimanente (< 10%) raggiunge il grande intestino dove è solo parzialmente metabolizzata. Di conseguenza, il valore calorico complessivo dell'eritritolo è bassissimo e varia da 0 ad un massimo di 0,2 kcal/g.
L'eritritolo ha una tolleranza digestiva molto più elevata rispetto agli altri polialcoli che se consumati in quantità elevate possono provocare effetti collaterali indesiderati a livello intestinale (rilassamento, crampi addominali, flatulenza, diarrea). Studi clinici hanno evidenziato che negli adulti gli effetti gastrointestinali in seguito all'assunzione di eritritolo fino ad 1 gr/Kg di peso corporeo per un massimo di 80 g/giorno non differiscono statisticamente da quelli provocati dall'assunzione di simili livelli di saccarosio.
L'eritritolo è caratterizzato da valori pressoché nulli di indice glicemico (IG) e indice insulinico (II) e rappresenta quindi un valido ingrediente sostitutivo del saccarosio per ridurre l'impatto glicemico della dieta, adatto ai soggetti a rischio o affetti da diabete.
Inoltre studi recenti hanno evidenziato l'attività antiradicalica dell'eritritolo, che ha dimostrato essere un ottimo spazzino di radicali ossidrilici, con proprietà protettive per le membrane cellulari. L'eritritolo agisce quindi come antiossidante in vivo e può aiutare a ridurre l'impatto glicemico degli alimenti e delle bevande, contrastando gli effetti dei radicali liberi indotti dall'iperglicemia.
L'eritritolo è stato certificato come prodotto tooth-friendly. La sua acariogenicità è ampiamente dimostrata: l'eritritolo non viene convertito in acidi dai batteri presenti nella bocca, pertanto non favorisce la carie dentale. Al contrario, sembra avere un ruolo protettivo, analogo a quello dello xilitolo, contro la placca batterica.
L'eritritolo, avendo un asse di simmetria, si definisce meso e quindi otticamente inattivo.
Recenti studi scientifici pubblicati su rivista hanno scoperto che le cellule dei vasi sanguigni del cervello umano esposte all'eritritolo presentavano un maggiore stress ossidativo e producevano meno ossido nitrico, un composto fondamentale per un sano flusso sanguigno. Livelli ridotti di ossido nitrico possono compromettere la vasodilatazione, rendendo più difficile l'espansione dei vasi sanguigni e aumentando il rischio di infarto e ictus. Questi risultati si aggiungono a studi precedenti che hanno collegato il consumo di eritritolo a eventi cardiaci avversi.